# Curah Cotok
Curah Cotok is een bestuurslaag in het regentschap Situbondo van de provincie Oost-Java, Indonesië. Curah Cotok telt 1570 inwoners (volkstelling 2010).